# 星梦泪痕 (2001年电影)
《星梦泪痕》（英語：Glitter）是玛丽亚·凯莉主演的一部电影，由20世纪福克斯和哥伦比亚电影公司联合制作。该电影同名原声带亦是玛丽亚·凯莉的第8张录音室专辑，但因为和九一一恐怖袭击同天发行而销量惨淡。玛丽亚·凯莉也因为工作压力过大被移送医院接受精神病治疗，再加上评论界的口诛笔伐与首周公映影院数量有限等多重因素的影响下，《星梦泪痕》仅取得420万美元的票房成绩。

## 剧情简介

电影《星梦泪痕》剧照

六七十年代的美国纽约，是个机会与挑战并存的大都市。比莉·福兰克（凯莉饰）的母亲是一位酒吧驻唱歌手，而她的父亲在她很小的时候就离家而去。她的母亲因为怀才不遇而沾染上吸毒的恶习，最终不得不将比莉送至当地儿童福利院，比莉怀着对母亲的怨恨和想念被养父母抚养成人。比莉从小受到母亲音乐的熏陶，她热爱音乐并希望将来可以在音乐上有所作为。她和在福利院认识的伙伴路易斯和罗可珊居住在一起，并担当当时一位小有名气的女歌手的伴唱。机会终于来临了，她遇到了知名的音乐制作人兼电台主持戴斯，戴斯惊讶于比莉的声音表现并邀请比莉一起制作歌曲，比莉的和约所有人沃克和戴斯达成暂时一致同意他们的合作计划。
比莉和戴斯音乐上的默契使一首首畅销曲很快诞生了，同时他们也开始陷入爱河，但随着比莉愈加在名气上的成功和唱片公司的一再干涉下，戴斯开始愈加感觉不到安全感，他们之间的关系开始出现裂痕。在市场的强烈要求下，比莉开始筹备自己的首场演唱会，但成名之下的她并不感觉快乐，和戴斯之间的关系成为了她难解的心结。比莉的原经纪人和戴斯因为比莉和约的争执不断升级，在演唱会开场之前，比莉获知了戴斯被枪杀的消息。比莉强忍自己的悲伤完成了演出，在演唱会之后，比莉收到戴斯事前写给她的一封信，信中透露了他对比莉的抱歉并告知他已经成功找寻到比莉的母亲。比莉的母亲长久以来一直在默默关心自己的女儿，但由于心生愧疚不敢与比莉联系，比莉连夜赶往母亲的住处，天亮的时候，比莉终于见到了自己的母亲，两母女紧紧地拥抱在一起。

## 舆论反响
虽然玛丽亚·凯莉否认《星梦泪痕》是自己的自传体电影，但该电影的剧情和凯莉的生活经历相当类似。
九一一恐怖袭击显然重创了美国的娱乐产业，《洛杉矶时报》声称对于妄图逃避九一一现实的人来讲，《星梦泪痕》是当周好莱坞的重头娱乐大餐；《芝加哥太阳报》声称该片显然乏味可陈；《纽约每日新闻》则认为凯莉是继瑪丹娜在《上海驚奇》之后最糟糕的涉入电影行业的歌星；《今日美国》认为即使由凯莉一手制作的电影原声带也并未能拯救该电影情节的平凡无奇；《娱乐周刊》认为即使由世界上最优秀的女演员来主演该片一样无法拯救它失败的命运。
2007年9月，戴斯的表演者麦克斯·比斯利在接受MediaBlvd杂志采访时表示：我去了美国和凯莉拍摄了《星梦泪痕》，却以失败收场，但我不得不说的是，该片在拍摄完毕最初效果非常理想，但当时的电影公司担心电影折射过多凯莉的私生活和涉及一些敏感话题而做了大量删减，原本比较激烈的情节都被删除，而凯莉在这些被删减的情节裡表现非常优秀。